# تولوس هوستیلیوس
تولوس هوستیلیوس (سلطنت: ۶۷۳ تا ۶۴۲ قبل از میلاد)، سومین پادشاه روم بود. او جانشین نوما پومپیلیوس شد و جانشین خود او، آنکوس مارکیوس بود. تولوس هوستیلیوس بر خلاف سلف خود که صلح طلب بود به عنوان پادشاهی جنگ طلب معرفی شده‌است.

## زندگی و سلطنت
تولوس هوستیلیوس، نوهٔ هوستیوس هوستیلیوس بود که در سپاه رومولوس باسابینان نبرد کرد و کشته شد. تولوس هوستیلیوس جانشین نوما پومپیلیوس شد. وی رومیان را به زندگی عادی خود بازگرداند، اما چون یقین کرد که کاهلی از نیروی کشور می‌کاهد، در پی زمینه‌چینی برای جنگ برآمد. پس
هنگامی که دیکتاتور آلبالونگا،متیوس فوفتیوس، پیمان اتحاد را شکست، تولوس او را به دو عرابه بست و با کشیدن عرابه‌ها از دو سو، شقه‌اش کرد. سپس، آلبالونگا، شهری را که زایندهٔ رم بود، را یکسره ویران کرد و اهالی آن را به روم کوچاند.جانشین او، آنکوس مارتیوس بود که حکمت سپاهیگری او را دستور کار خویش قرار داد.

## جنگ‌ها

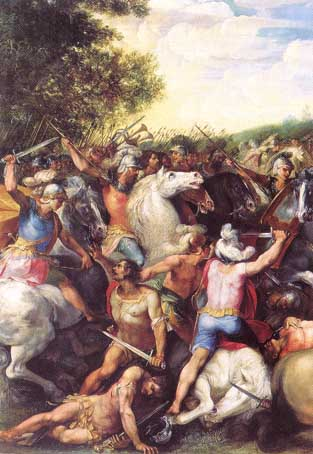
تولوس هوستیلیوس ارتش ویئی و فیدنا را درهم می‌شکند.

از ویژگی‌های اصلی سلطنت تولوس، شکستی بود که به آلبالونگا تحمیل کرد. پس از ضربه‌ای که در جریان جنگ بر آلبالونگا وارد شد (از طریق کارزاری تن‌به‌تن میان سه قهرمان رومی بر سه نفر از آلبان‌ها) آلبالونگا به یکی از دولت‌هایی که خراجگزار و رعیت (واسال) رم بودند، تبدیل شد. با این حال، پس از آنکه دیکتاتور آلبانان، متیوس فوفتیوس، مرتکب خیانت به رم شد، تولوس دستور نابودی آلبالونگا را داد، و شهروندان آلبان به ناچار به رم مهاجرت داده شدند و در آنجا با اهالی رم یکپارچه شده و به شهروندان رومی مبدل گردیدند.
تولوس همچنین در سلسله جنگ‌هایی موفقیت‌آمیز، علیه فیدناتان و وی‌ها (از شاخه‌های اتروسکان) جنگید و در عین حال با سابینان نیز جنگید و در برابر آنان نیز پیروز شد.

## ملاحظات مذهبی
بر اساس نوشته تیتوس لیویوس، تولوس در دوران فرمانروایی خود به ملاحظات مذهبی چندان توجه نکرد و به اشاعهٔ هیچ کیشی نپرداخت، طوری‌که در تفکر برخی، وی به عنوان پادشاهی نالایق تلقی شد. با این حال، در اواخر سلطنت او، رم توسط یک سری از وقایع شگفت، تحت تأثیر قرار گرفت. از جمله این وقایع شگفت، باران سنگی بود که در کوه آلبا اتفاق افتاد (در واکنش به یک جشنواره یا مراسم مذهبی عمومی که طی نه روز برگزار می‌شد و نووندیالیس نام داشت)، صدای بلندی از قله کوه شنیده شد که این صدا به شِکوه و شکایت آلبانانِ شکست خورده خطاب به خدایان سابق خود منسوب گردید، و در نتیجه آن، بیماری طاعون رم را فراگرفت. تولوس شاه بیمار شد، در حالیکه مشحون از خرافات شده بود. او به مرور و بررسی تفسیرها و قوانین نوما پومفیلیوس پرداخت و قربانی‌ها و هدایایی را که نوما ارزانی آن‌ها به ژوپیتر الیکیوس را توصیه کرده بود، اهدا نمود. با این حال تولوس مراسم را به شیوه‌ای نادرست انجام داد، و در نتیجه هم او و هم‌خانه‌اش طعمه صاعقه و رعد و برق شدند و از او تنها خاکستری باقی‌ماند که نتیجه‌ای از خشم ژوپیتر تلقی شد.